# Käte Kolkmann
Käte Kolkmann (* 23. März 1908 in Alpen; † 21. Dezember 1994 in Oberhausen) war eine deutsche Schriftstellerin.

## Leben
Nach ihrer Ausbildung in einem Architekturbüro in Rheinberg zur Bürogehilfin arbeitete sie noch einige Jahre dort. Danach verbrachte sie ein Haustochterjahr in Bielefeld und wechselte in einen Unternehmerhaushalt nach Gelsenkirchen. 1934 heiratete sie den Pfarrer und späteren Superintendenten Wilhelm Kolkmann in Oberhausen-Sterkrade. Neben ihren eigenen drei Kindern kümmerte sie sich ehrenamtlich in der Gemeinde und gründete schließlich 1954 die Senioreneinrichtung Haus Gottesdank in Oberhausen-Königshardt. Sie war 45 Jahre Vorsitzende der Frauenhilfe der Friedenskirche Sterkrade. Später war sie Vizepräsidentin der evangelischen Aktionsgemeinschaft für Familienfragen.

## Werke/Schriften
- Käte Kolkmann, Otto Schlisske: Mütter allein. 1-7 Tausend Edition Auflage. Kreuz Verlag, Stuttgart, 1. Januar 1955. OCLC 73505227
- Käte Kolkmann: Die Enterbten – Ein Bauernroman. Christl. Verl.-Haus, Stuttgart, 1959. OCLC 73505225
- Käte Kolkmann: Tischgebete. Gütersloher Verlagshaus, 1. Januar 1961. OCLC 1067309058
- Wann beginnt die Ehe? Gütersloher Verl.-Haus G. Mohn, 1965 OCLC 73505230
- Mit Hans Peter Renner: Was Mädchen wissen sollen, Rufer Verlag, Gütersloh, 1969 OCLC 935850970